# Біловська волость
Біловська волость — адміністративно-територіальна одиниця Слов'яносербського повіту Катеринославської губернії.
Станом на 1886 рік складалася з 3 поселень, 5 сільських громад. Населення — 2588 осіб (1343 чоловічої статі та 1245 — жіночої), 418 дворових господарств.
|                     | Площа, десятин | У тому числі орної, десятин |
| ------------------- | -------------- | --------------------------- |
| Сільських громад    | 3808           | 3518                        |
| Приватної власності | 6403           | 4456                        |
| Іншої власності     | 130            | 100                         |
| Загалом             | 10341          | 8074                        |

Найбільше поселення волості:
- Біле — село при річці Білій за 29 верст від повітового міста, 1948 осіб, 238 двори, православна церква, школа, лавка, 2 ярмарки.